# Iglesia Bautista Montgomery Hill
La Iglesia Bautista Montgomery Hill es una histórica iglesia bautista del sur ubicada en el lado este de la autopista 59 en Tensaw, Alabama, Estados Unidos. Fue construido en 1853 en estilo neogriego. El edificio fue agregado al Registro Nacional de Lugares Históricos en 1988.